# 緒方政明
緒方 政明（おがた まさあき、1922年（大正11年） - 1986年12月6日）は、有田焼陶芸家。
第二次世界大戦に召集されシベリア抑留後に帰還、百田信一、無形文化財奥川忠右衛門に師事し緒方松右衛門（おがたまつえもん）として現代有田の基礎となる名品を数多く残す。
遺作には古伊万里写しの染錦作品、染付作品が多いが鳥や鯉などを写実的に描き余白を唐草地紋で埋め尽くした大作は今尚国内外でも高く評価されており、後の有田の作家に大きな影響を与えた。代表作は有田陶山神社の大燈篭（企画、製作）や松鯉を描いた大花瓶等。
昭和後期には各地で個展が開催され高度な技術で作陶された大きく美しい作品は多くの人に感動を与えた。